# Celeron
Celeron là một thương hiệu được Intel tạo ra cho một số mô hình bộ vi xử lý máy tính cấp thấp IA-32 và x86-64 khác nhau nhắm vào các máy tính cá nhân giá rẻ.
Bộ xử lý Celeron tương thích với các chương trình máy tính IA-32, nhưng hiệu suất của chúng thường thấp hơn đáng kể khi so sánh với các CPU tương tự với các thương hiệu CPU Intel có giá cao hơn. Ví dụ: thương hiệu Celeron thường sẽ có ít bộ nhớ cache hơn hoặc có các tính năng nâng cao bị vô hiệu hóa một cách có chủ ý. Những tính năng bị thiếu này có thể có tác động thay đổi đến hiệu suất, nhưng thường là rất đáng kể. Trong khi một số thiết kế của Celeron đã đạt được hiệu suất đáng ngạc nhiên, hầu hết các dòng Celeron đã thể hiện hiệu suất giảm đáng kể. Đây là lý do chính cho chi phí cao hơn của các thương hiệu CPU Intel khác so với dòng Celeron.
Được giới thiệu vào tháng 4 năm 1998, CPU thương hiệu Celeron đầu tiên dựa trên Pentium II. Các CPU thương hiệu Celeron sau đó được dựa trên Pentium III, Pentium 4, Pentium M và Intel Core. Thiết kế Celeron mới nhất (Tính đến  tháng 1 năm 2017) dựa trên dòng Core i3/i5/i7 thế hệ thứ bảy (Kaby Lake). Thiết kế này có các lõi xử lý độc lập (CPU), nhưng chỉ có 66% bộ nhớ cache so với Core i3 tương đương.